# Emese
Az Emese régi magyar női név, jelentése: szoptató, anyácska.

## Gyakorisága
Az 1990-es években gyakori név volt, a 2000-es években a 35-47. leggyakoribb női név.

## Névnapok
- január 23.[2]
- július 5.[2]

## Híres Emesék
- Emese (Emese álma) a magyar eredetmondák szereplője, Álmos vezér anyja
- Bács Emese festő
- Bajtala Emese hárfaművész
- Benczúr Emese Munkácsy-díjas képzőművész
- Egyed Emese erdélyi magyar költőnő
- Hunyady Emese magyar származású osztrák gyorskorcsolyázó
- John Emese politikus
- Kudász Emese festőművész
- Aleska Diamond, szül. Sáfrány Emese – pornószínésznő, toplesz modell
- Simorjay Emese színművésznő
- Szász Emese párbajtőröző
- Takács Emese párbajtőröző
- Vasvári Emese színésznő